# Diverging Paths
Pour plus de détails, voir Fiche technique et Distribution.
Diverging Paths est un film muet américain réalisé par Lem B. Parker et sorti en 1913.

## Fiche technique
- Titre : Diverging Paths
- Réalisation : Lem B. Parker
- Scénario : Malcolm Douglas
- Producteur :  William Selig
- Société de production : Selig Polyscope Company
- Société de distribution : General Film Company
- Pays d'origine :  États-Unis
- Langue : Anglais
- Format : Noir et blanc — 35 mm — 1,33:1 — Muet
- Genre : Film dramatique
- Durée : 10 minutes
- Dates de sortie : 
  -  États-Unis : 10 mars 1913

## Distribution
- Harold Lockwood : Jed
- Eugenie Besserer
- Henry Otto
- Amy Trask
- Goldie Colwell
- Al W. Filson